# Mudbloods
Mudbloods és un documental estatunidenc de l'any 2014 dirigit per Farzad Sangari. El documental se centra en el quidditch muggle des de la perspectiva de l'equip universitari d'UCLA. Des de la seva estrena s'ha projectat en nombrosos festivals arreu del món.

## Argument
Mudbloods presenta el quidditch muggle, un esport en vies de desenvolupament nascut el 2005, provinent del món imaginari de Harry Potter. Als Estats Units d'Amèrica ja s'ha convertit en esport universitari del que se'n fan nombroses lligues i tornejos. El documental gira entorn la World Cup de 2011 des del punt de vista d'un dels equips participants els UCLA Quidditch, campions de la lliga de Los Angeles; Alex Benepe, que és el coordinador del torneig i Katie Aiant, la fan número 1 de Harry Potter.
Els testimonis dels jugadors articulen el desenvolupament del documental, en primer lloc expliquen com es juga a quidditch muggle i quins problemes es troben al practicar aquest esport. Exposen que com que és un esport sorgit d'unes novel·les de ficció està mal vist pels altres esportistes. Per això volen mostrar que és un esport real participant en la World Cup V i fent diferents activitats per estendre el quidditch muggle.
En la World Cup de Nova York, on participen 96 equips de 5 països diferents, UCLA Quidditch juga contra l'equip de Vassa, Yale, Middlebury (campions de la World Cup IV), Michigan, Michigan State i USC (subcampions de la lliga de Los Angeles). En aquest últim Alex Browne es lesiona i ha de ser traslladat a l'hospital. Tot i això, l'equip aconsegueix arribar a quarts de final on són derrotats per Middlebury després d'un partit molt ajustat. Finalment, Middlebury es declara guanyador de la World Cup V vencent l'equip de Florida.

## Protagonistes
- Tom Marks: Entrenador i capità de UCLA Quidditch.
- Alex Benepe: Comissionat de la IQA (International Quidditch Association).
- Katie Aiant: Votada fan núm. 1 de Harry Potter per la Boxoffice Magazine[1]

### Altres testimonis
- Alex Browne: guardià d'UCLA Quidditch.
- Asher King Abramson: colpejador d'UCLA Quidditch.
- Brigette Bleicher: caçadora d'UCLA Quidditch.
- Liz Li: caçadora d'UCLA Quidditch.
- James Luby: caçador d'UCLA Quidditch.
- Sebastian Milla: caçador d'UCLA Quidditch.
- Michael Mohlman: caçador d'UCLA Quidditch.
- Niran Somasundaram: guardià d'UCLA Quidditch.
- Missy Sponagle: caçadora d'UCLA Quidditch.
- Harrison Homel: director de la IQA als regionals de l'oest.
- Eric Willroth: jugador de Texas A&M Quidditch.
- Philip Palmer: caçador de Middlebury.
- Samantha Re: colpejadora de Middlebury.

## Festivals i projeccions
Aquest documental ha sigut presentat i projectat en: 
- Denver Film Society[2]
- Crest Westwood[3]
- Tacoma Film Festival[4]
- Bloor Hot Docs Cinema[5]
- Hot Springs Documentary Film Festival[6]
- Edinboro Film Series / Potter Fest[7]
- SIFF Film Center[8]
- Loft Film Festival[9]
- Philadelphia Film Festival[10]
- Cinema Salem[11]
- Hawaii International Film Festival[12]
- Gold Coast International Film Festival[13]
- Napa Valley International Film Festival[14]
- Phoenix Quest[15]
- State Theatre[16]
- Eileen Norris Cinema Theatre
- San Luis Obispo International Film Festival
- Annapolis Film Festival[17]
- Kansas City Film Festival[18]
- FilmQuest Festival[19]